# Mandaikadu
Mandaikadu is een panchayatdorp in het district Kanyakumari van de Indiase staat Tamil Nadu. 

## Demografie
Volgens de Indiase volkstelling van 2001 wonen er 12.349 mensen in Mandaikadu, waarvan 50% mannelijk en 50% vrouwelijk is. De plaats heeft een alfabetiseringsgraad van 76%. 